# Wolfgang Sartorius von Waltershausen
Wolfgang Sartorius Freiherr von Waltershausen (17 décembre 1809 - 16 mars 1876) est un géologue allemand.